# Déficit familiar de LCAT
El déficit familiar de LCAT (Deficiencia de lecitina colesterol aciltransferasa) es una enfermedad de origen genético muy poco frecuente, causada por deficiencia de la enzima lecitina-colesterol-acil-transferasa. Esta deficiencia provoca síntomas diversos en los pacientes afectados, incluyendo opacidad de la córnea, anemia hemolítica, disminución del HDL colesterol e insuficiencia renal. En la literatura médica está descrito otro síndrome por deficiencia parcial de LCAT, llamado síndrome de ojo de pez por la anómala apariencia de la córnea, en este caso la deficiencia enzimática es solo parcial y no existe insuficiencia renal.

## Causas
Está provocada por una mutación en el gen LCAT ubicado en el cromosoma 16 humano (16q22.1), el cual codifica la enzima lecitina-colesterol-acil-transferasa. Esta enzima cataliza la formación de ésteres de colesterol en las lipoproteínas.

## Herencia
Se hereda según un patrón autosómico recesivo.

## Tratamiento
No existe tratamiento curativo, las medidas terapéuticas se basan en el control de los síntomas, puede ser necesario un trasplante de córnea para mejorar la función visual.